# Paul Albert (Bischof)

Bischofswappen

Paul Albert (manchmal auch Paul Albert von Radolfzell; * 1557 in Radolfzell am Bodensee, damals Vorderösterreich; † 6. Mai 1600 in Neisse, Fürstentum Neisse) war gewählter Bischof von Breslau, starb jedoch noch vor der Weihe.

## Herkunft und Werdegang
Seine Eltern waren Georg Albert und Anna, geb. Etschenreutin. Als Alumne des Collegium Germanicum et Hungaricum studierte er ab 1575 in Rom Philosophie und Theologie. 1582 verließ er Rom und erwarb in Bologna den akademischen Grad eines Dr. theol. Nach einem Aufenthalt in Altdorf begab er sich 1583 nach Breslau, wo er seit 1580 ein Diakonat besaß und 1585 Scholastiker wurde. 1594 erwarb er von den Brüdern Mayer aus Stein am Rhein das Gut Girsberg im Kanton Thurgau. 
Paul Albert gehörte zu den schwäbischen Landsleuten, die der spätere Bischof Andreas von Jerin nach Breslau geholt hatte. Nach Jerins Wahl zum Breslauer Bischof wurde Paul Albert sein Berater und Geschäftsträger und war in dieser Position mehrmals am Päpstlichen Hof in Rom und am Königshof in Prag. 1591 wurde er Landeshauptmann des Fürstentums Neisse.

### Bischof von Breslau
Obwohl nach dem Tode Jerins 1596 der böhmische Landesherr Rudolf II. Paul Albert als dessen Nachfolger vorgeschlagen hatte, wählte das Breslauer Domkapitel den Schlesier Bonaventura Hahn. Rudolf II. erklärte daraufhin die Wahl für ungültig. Am 5. Mai 1599 wurde Paul Albert überraschend zum neuen Bischof gewählt und die Wahl vom Papst Clemens VIII. am 19. Mai 1599 bestätigt. Zugleich wurde ihm das Amt des Oberlandeshauptmanns übertragen.
Da der neue Bischof kein Schlesier war, weigerten sich die Herzöge Karl II. von Münsterberg-Oels und dessen Schwager Joachim Friedrich von Liegnitz und Brieg, an den Feierlichkeiten zur Amtseinführung teilzunehmen. Dazu kam es nicht, da Paul Albert noch vor der Bischofsweihe starb. Er wurde in der Pfarrkirche St. Jakob in Neisse bestattet. Sein Gut Girsberg hatte er offenbar dem Bistum Breslau vermacht, von dem es an Kaiser Rudolf II. verkauft wurde. Paul Alberts Bibliothek gelangte 1601 an das Kloster Kreuzlingen.